# Cissus
Cissus es un género de unas 350 especies de lianas leñosas trepadoras en la familia de la vid (Vitaceae). Tienen una distribución cosmopolita, aunque la mayoría son de los trópicos de África, el sur de Asia, Australia, Nueva Guinea y las Américas.
Las especies más comunes, Cissus antarctica y Cissus rhombifolia, son plantas de jardín. Cissus gongylodes es una planta alimenticia cultivada en la selva desde hace siglos por los indígenas Gê, y denominada por ellos cupá, y en Brasil, cipó-babao. Cissus quadrangularis es una planta medicinal usada desde la antigüedad en la India. Cissus sicyoides (o Cissus verticillata) también ha sido considerada como medicinal desde hace mucho tiempo por los indígenas americanos. Cissus striata es una leñosa nativa de Sudamérica (Chile, Brasil y Argentina).
Algunas especies de Cissus son alimento de larvas de algunas especies de Lepidoptera, incluyendo a Hypercompe eridanus y Hypercompe icasia.

## Nota taxonómica
En la década de 1980, el género se dividió de acuerdo a algunos detalles de la flor. Las grandes especies caudiciformes se movieron al nuevo género Cyphostemma.

## Taxonomía
El género fue descrito por Carlos Linneo y publicado en Species Plantarum 1: 117. 1753. La especie tipo es Cissus vitiginea L. 
Etimología
Cissus: nombre genérico que deriva del griego κισσος ( kissos ), que significa "hiedra".

## Especies más comunes
- Cissus adnata Roxb.
- Cissus alata Jacq.
- Cissus anisophylla Lombardi - uva de marfil, vid hiedra
- Cissus antarctica - uva de canguro
- Cissus anisophylla Lombardi
- Cissus erosa Rich. - bejuco de la China[4]
- Cissus bicolor Domin
- Cissus cornifolia (Baker) Planch.
- Cissus fuliginea Kunth
- Cissus gongylodes - cupá, vid de mármol
- Cissus hypoglauca A.Gray
- Cissus intermedia Rich. - ubí de Cuba[4]
- Cissus microcajv
- Cissus obliqua
- Cissus peruviana
- Cissus pseudofuliginea Lombardi
- Cissus quadrangularis - uva de potrero
- Cissus repens Lam.
- Cissus rotundifolia Vahl
- Cissus spinosa Cambess.
- Cissus striata Ruiz & Pav. - voqui colorado[4]
- Cissus subaphylla (Balf.f.) Planch.
- Cissus trifoliata - uva alazán, acedera
- Cissus tuberosa Moc. & Sessé
- Cissus ulmifolia Baker
- Cissus verticillata (L.) Nicolson & C.E.Jarvis - ubí, añil, uvilla, sipiñuco, bejuco de caro, fuente de Nueva Granada[4]
- Cissus vitiginea L. - amomo[4]